# Къща на улица „Нада Филева“ № 38
Къщата на улица „Нада Филева“ № 38 (на македонска литературна норма: Куќа на улица „Нада Филева“ бр. 38) е възрожденска къща в град Охрид, Северна Македония. Построена в XIX век, сградата е рядък пример за запазена възрожденска архитектура в града и е обявена за значимо културно наследство на Република Македония.

## Архитектура
Къщата е изградена в махалата Месокастро. Състои се от високо каменно приземие и кат, който е с паянтова конструкция. Покривната конструкция е дървена, а покритието е с турски керемиди. Източната фасада към улица „Нада Филева“ е експонирана и завършва с тимпанон. Стрехата е профилирана.